# 陳蓉
陳蓉（1976年10月7日—），浙江镇海人，中国大陆主持人、制片人及导演，中国共产党党员。曾为上海广播电视台东方卫视中心首席主持人，前“陳蓉工作室”、“番茄匠工作室”负责人。
陈蓉毕业于上海戲劇學院電視藝術系95級本科，在读期间被电视台节目组看中后开始主持《智力大冲浪》，成为上海地区家喻户晓的主持人，此后她先后主持了多档节目，并兼任节目制片人及导演，同时担任过多场晚会的主持人。陈蓉以大气，稳健，知性并具亲和的主持风格而著称，与陈辰、倪琳、吉雪萍并称为上海荧屏的“四大花旦”。2021年4月，陈蓉因周正毅寿宴事件，被上海广播电视台封杀，其主持人资格证更被无限期吊销。

## 生平

### 家世及早年经历
陈蓉出生于浙江省宁波市镇海县长石村的一个普通家庭。其祖父母均为镇海人，祖父少年时在上海当学徒，父亲出生于上海。后来国家对知青发布过“投靠亲友”的政策，父亲回到祖籍地镇海认识了妻子。陈蓉的父母均在工厂做职工，母亲也是当地某乡镇企业的厂长和镇海县人大代表。
幼年的陈蓉有语言障碍，在她4岁时还不会说话，而她幼年时最喜欢看中国中央电视台播出的《学拼音》节目。1983年，陈蓉进入镇海县当地一小学接受小学教育。翌年，因父亲家在上海，再考虑上海的教育质量好于农村地区，陈蓉在父母的说服下，转学至上海虹口区广灵路小学，寄居在姑妈家。1989年小学毕业后，陈蓉回到家乡镇海，进入当地重点中学镇海中学就读初中。1992年初中毕业后，陈蓉到上海市北虹中学接受高中教育，期间担任学校广播台的台长，在1994年首次主持校内活动“北虹之春”艺术节文艺汇演。
陈蓉早年的职业方向是酒店公关经理。之后在她与北虹中学副校长陈俊荣的谈话中，建议报考上海戏剧学院，在二人的第三次谈话中提及到上戏新开设电视艺术系电视编辑专业（主持方向），但遭到父母和班主任的反对，父母认为考艺术院校“不正常”，班主任则认为是“浪费时间”。陈蓉不顾反对，决定报考上戏电视艺术系电视编辑专业。1995年，陈蓉在报考上戏时，还同时报考了北京广播学院（现中国传媒大学）和浙江广播电视高等专科学校（现浙江传媒学院），但没有通过两校共同组织的联合初试。在上戏的初试中，陈蓉演唱了《大海啊，我的故乡》，其后登上了复试名单，而她参加复试时由于忘带30元的考试费，只能向同学借钱顺利参加考试。复试考核的内容是文本写作。之后的三试中，陈蓉模仿主持节目《诗与画》，被考官当场评价考试录像可以直接在电视台作为播出样带使用。
在1995年“北虹之春”艺术节上，时任上海戏剧学院副院长荣广润向陈蓉颁发录取通知书，陈蓉正式被上海戏剧学院录取，于当年9月进入电视艺术系电视编辑专业（主持方向）学习，与喻恩泰、王梓、吉雪萍、周瑾、沈婷、杨逸歌、沈傲君等为同班同学。因父母对艺术类院校的不了解，又考虑到学校离家的实际距离不远，因此父母不让陈蓉住校。直到走读了两三个月后，因当时要排练小品到深夜才申请住读。1999年，陈蓉从上戏毕业。2004年获得上海戏剧学院主持艺术研究硕士学位。

### 工作经历

#### 初露头角
1996年9月，上海电视台《智力大冲浪》节目组到上戏95级主持班挑选新主持人人选，以代替原来的和晶与林栋甫。经过多轮的挑人环节，陈蓉被通知到电视台试镜，不久后她参与到节目的策划会和现场录制。之后陈蓉成为该节目的新任主持，但由于陈蓉“话太多，不够沉稳”，被节目组暂时淘汰。而后同班同学陈晓申主持了8期节目后，陈蓉被通知再次试镜，而沈傲君也与她同行试镜。节目正式播出后，节目组发现陈晓申不符合节目风格，而沈傲君则带有浓重的东北口音，最终栏目组决定正式启用陈蓉为新任主持人，于1996年12月28日播出的节目首次正式亮相。节目除创造收视纪录外，陈蓉本人也创下了连续录像38小时的个人纪录。
2001年，陈蓉受中国中央电视台邀请，担任《挑战主持人》的主持，开启了北京、上海两点一线的生活模式，直至2003年结束主持回到上视。同年开始主持《今天谁会赢》。
2006年，陈蓉参加主持人舞蹈真人秀《舞林大会》，在同年10月开播的全国版的节目中同时担任主持人和选手双重角色。

#### 转型制片人
2006年4月1日，陈蓉开始主持纯男性访谈节目《今晚喜唰唰》，并首次担任制片人，在上海地区一度获得最高收视率。2007年，《陈蓉博客》开播，成为上海电视中为数不多的以主持人命名的电视节目，与《可凡倾听》、《陈辰全明星》形成“三足鼎立”的态势。同年，与林海搭档主持《我型我秀》青春励志音乐剧直播晋级周，期间因网络上出现争议，使得她一度疑似患上抑郁症。该节目于2014年改版为《陈蓉朋友圈》。同年底与曹可凡搭档主持《劳动最光荣》。2009年，主持选秀节目《加油！東方天使》。
2010年，陈蓉开始担任心理访谈类节目《幸福魔方》的主持人，节目开播后收视率持续攀升。媒体评论称陈蓉的知性在节目中得到了强化，其敏锐、沉稳和淡定，构建了一种强大的气场，实现了成功转型；同年主持改版后的慈善公益节目《闪电星感动》。2011年，担任星尚频道主持人海选活动《今天我主持》的评委。
2013年4月，主持民生娱乐竞猜类节目《是谣言吗》，并兼任制片人。

#### 全面转型
2013年，陈蓉成立上海宣传系统第一个个人注资参股，国有控股的个人品牌工作室“陈蓉工作室”，并推出中国大陆首档情感脱口秀节目《盛女大作战》。
2014年国庆节假期，由陈蓉担任策划人、制作人，五代上海广电主持人和“南京路上好八连”现役官兵共同演出的的话剧《霓虹灯下的哨兵》在上海人民大舞台开演，开演前5天五场演出票均被售罄；之后在2016年3月于北京解放军歌剧院上演京沪主持人版话剧《霓虹灯下的哨兵》，陈蓉与北京台主持人徐春妮共同演绎支前模范“春妮”。2015年起，担任脱口秀《金星秀》（含子节目《金星时间》）的制片人。2016年8月，担任网络综艺《小哥喂喂喂》的主持人，与费玉清、沈南搭档主持。
2018年及2019年，陈蓉担任以讲述上海市民时代记忆为主要内容的综艺节目《侬是上海人伐》的主持人及制片人，先后共播出2季。同年，开始策划、执导及主持公益扶贫综艺节目《我们在行动》，节目播出后引发社会反响。因在脱贫攻坚战中工作突出，陈蓉代表项目组于2021年2月25日举行的全国脱贫攻坚总结表彰大会上获得中共中央、国务院颁发的“全国脱贫攻坚先进集体”称号。
2020年1月25日，担任《春满东方·2020东方卫视春晚》的主持人。因2019冠状病毒病疫情，节目表临时调整，由全体主持人表演抗疫主题诗朗诵《因为有你》。同年5月4日担任“2020五五购物节”全球大直播主持人。
2021年3月，东方卫视中心首次披露成立四个品牌工作室，其中包括由陈蓉担任负责人的“番茄匠工作室”。同年4月，陈蓉因卷入周正毅寿宴事件，被上海广播电视台封杀，其一切主持工作被停止。

## 个人生活与家庭
在陈蓉的随笔《蓉颜》中，提到了她的初恋故事，她的初恋男友是上戏93届导演系的男生。这名男生与陈蓉随《智力大冲浪》剧组一起去青海旅游，回到上海不久后便分手。
2008年5月25日，陈蓉在上海外滩茂悦酒店举办婚礼。陈蓉的丈夫也姓陈，曾在澳洲留学，回沪后从事风险投资行业，也是陈蓉节目录制现场忠实粉丝。2015年，陈蓉生下龙凤胎。

## 作品

### 主持节目
| 年份           | 节目名称           | 播出平台              | 备注                                                         |
| -------------- | ------------------ | --------------------- | ------------------------------------------------------------ |
| 1997年-2005年  | 《智力大沖浪》     | 上视8频道→文藝頻道    | 与程雷、黃浩、王梓搭档主持                                   |
| 不详           | 《文化追追追》     | 文藝頻道              | [ 22 ]                                                       |
| 不详           | 《海上藝壇》       | 文藝頻道              | [ 22 ]                                                       |
| 2001年-2003年  | 《挑战主持人》     | CCTV-3                | [ 54 ]                                                       |
| 不详-2003年    | 《欢聚一堂》       | CCTV-3                | [ 22 ]                                                       |
| 2003年-2005年  | 《今天誰會贏》     | 文艺频道              | [ 22 ] [ 55 ]                                                |
| 2006年         | 《天才愛美麗》     | 新闻娱乐频道          | [ 1 ]                                                        |
| 2006年         | 《今晚嘻唰唰》     | 新闻娱乐频道          | 与柯以敏、刘佳杰搭档主持，兼任制片人                         |
| 2006年-2007年  | 《舞林大會》全國版 | 东方卫视              | 与曹可凡、陳辰搭档主持，兼任选手                             |
| 2006年-2007年  | 《群星耀東方》     | 东方卫视              | 与林海、曹可凡搭档主持                                       |
| 2007年         | 《我型我秀》       | 东方卫视              | 与林海搭档主持                                               |
| 2007年-2014年  | 《陳蓉博客》       | 新闻娱乐频道→娱乐频道 | 兼任制片人 2014年改版为《陳蓉朋友圈》                        |
| 2007年-2008年  | 《勞動最光榮》     | 东方卫视              | 与曹可凡搭档主持                                             |
| 2008年         | 《喝彩！北京奧運》 | 东方卫视              | 北京奥运会特备节目，与程雷、曹可凡、陳辰搭档主持             |
| 2008年-2009年  | 《年輕幾歲》       | 娛樂頻道              | 与黃浩搭档主持                                               |
| 2008年-2010年  | 《全家都來賽》     | 娛樂頻道→东方卫视     | 与林海、朱楨搭档主持，2010年为迎接上海世博会转入东方卫视播出 |
| 2009年         | 《加油！東方天使》 | 东方卫视              | 与曹可凡搭档主持                                             |
| 2009年         | 《明星學院》       | 东方卫视              | 与程雷、朱楨、曹可凡搭档主持                                 |
| 2010年-2011年  | 《幸福魔方》       | 东方卫视              | 兼任制片人                                                   |
| 2010年         | 《闪电星感动》     | 东方卫视              | [ 36 ]                                                       |
| 2012年         | 《情有可缘》       | 东方卫视              | [ 58 ]                                                       |
| 2012年         | 《勞動最光榮》     | 东方卫视              | 与上海市总工会联合制作，与2007年推出的节目形式不同           |
| 2013年         | 《是谣言吗》       | 娛樂頻道              | 兼任制片人                                                   |
| 2013年         | 《盛女大作战》     | 东方卫视              | 兼任制片人                                                   |
| 2014年-2018年  | 《陳蓉朋友圈》     | 娱乐频道              | 兼任制片人                                                   |
| 2016年         | 《小哥喂喂喂》     | 优酷                  | 网络综艺节目，与费玉清、沈南搭档主持                         |
| 2018年、2019年 | 《侬是上海人伐》   | 娱乐频道→都市频道     | 兼任制片人                                                   |
| 2018年-2020年  | 《我们在行动》     | 东方卫视              | 兼任导演、制片人                                             |

### 制片
- 2015年-2017年：《金星秀》（含子节目《金星时间》）[32]

### 话剧
- 话剧《霓虹灯下的哨兵》（2014年、2016年）[41][42]

## 獎項及荣誉
- 1999年文化部優秀畢業生
- 2000年第五屆“金話筒”評選全國百優節目主持人
- 2003年第六屆“金話筒”評選金話筒提名獎
- 2004年2003--2004年度上海文廣新聞傳媒集團文明員工
- 2004年上海文化廣播影視集團新長征突擊手
- 2004年首屆上海“文廣新人”
- 2004年全國金鷹獎評選“十佳主持人”
- 2005年年度最佳娛樂節目主持人
- 2006年年度上海慈善之星
- 2007年度電視主持人“金話筒獎”（获奖作品《上海旅游形象大使总决赛及大型晚会集锦》）[22][60]
- 2007年“华语节目风采主持”创新精神主持[61]
- 2010年“电视节目主持人30年年度风云人物”[62]
- 2011年第六届上海德艺双馨电视艺术工作者[63]
- 2012年华鼎奖中国最佳女主持人[64]

## 争议事件

### “倒陈”风波
2007年6月，陈蓉与林海搭档主持“2007我型我秀青春励志音乐剧直播晋级周”的比赛，这也是陈蓉首次主持《我型我秀》节目。尽管拥有较高收视率，但网络上出现了质疑的声音。在陈蓉开始主持前，网络上出现了“倒陈”的言论，其批评和质疑的声音呈“一边倒”，认为陈蓉知性的形象和大气的台风并不契合我型我秀“时尚的舞台风格”，也有网民指出两人搭档不够默契，认为陈蓉主持风格不够鲜活，过于刻板，更有网络论坛上发帖要求“万人签名陈蓉下课”，甚至用恶毒的语言来攻击。之后支持陈蓉的网民纷纷发起力挺陈蓉的行动，两派也展开了激烈“口水战”。在此期间更传出陈蓉因不堪舆论压力，患上了抑郁症等说法。
陈蓉其后回应称，强调她首次主持《我型我秀》受些争议是在所难免的，并表示“别人怎么说并不重要，自己在台上能自然表现就好”。

### 卷入集资诈骗案
陈蓉曾为上海快鹿投资集团旗下平台“金鹿财行”的形象代言人，以及上海东虹桥融资担保有限公司的股东。2016年12月24日，由快鹿债权人共同设立的“快鹿债权人TM”微信公众号发布了一封名为“2016.12.24 维权行动：实名举报陈蓉和坚决反对其主持春晚”的实名举报信，强调债权人因相信陈蓉代言和东虹桥融资担保担保购买了“金鹿财行”的理财产品，而“金鹿财行”已被上海警方涉嫌非法集资立案侦查。由于有媒体传言称陈蓉将担任2017年央视春晚上海分会场主持人，快鹿债权人表示要求撤换其担任春晚上海分会场主持人，不应任用“带病”的主持人。

### 出席周正毅寿宴被封杀
2021年4月18日，上海前首富周正毅在上海万达瑞华酒店举办六十大寿寿宴，陈蓉与多名主持人赴宴，并且对“周公子”（周正毅喜欢他人对其如此称呼）不吝溢美之词。上海广播电视台得知後迅速通知主持人离场。当晚8时至9时，六名主持人接到電視台方面的消息後相继离开現場。之后六名主持人因行为有悖于《中国广播电视播音员主持人职业道德准则》，被禁止参加各类节目，并作其他处分。

### 引用
1. 1 2 3 4 5  . 搜狐娱乐. 2010-09-25  [2021-12-19]. （原始内容存档于2021-12-19）.
2. ↑  李云灵. . 东方早报. 2007-12-11  [2021-12-19]. （原始内容存档于2021-12-19）.
3. ↑  . 联合早报.
4. ↑  . 多维新闻. 2021-05-31  [2021-12-19]. （原始内容存档于2021-06-06） （中文（简体））.
5. ↑  陈蓉 & 林毅 2016，第6頁.
6. 1 2 3 4 5 6 7 8 9 10 11  仲夏. . 新民晚报. 2011-09-11: B01  [2021-12-19]. （原始内容存档于2021-12-19）.
7. ↑  陈蓉 & 林毅 2016，第5頁.
8. ↑  陈蓉 & 林毅 2016，第5、7、9頁.
9. ↑  陈蓉 & 林毅 2016，第11頁.
10. ↑  陈蓉 & 林毅 2016，第13、14頁.
11. ↑  陈蓉 & 林毅 2016，第28頁.
12. ↑  陈蓉 & 林毅 2016，第44頁.
13. 1 2  陈蓉 & 林毅 2016，第59頁.
14. ↑  陈蓉 & 林毅 2016，第61、65頁.
15. ↑  陈蓉 & 林毅 2016，第65頁.
16. ↑  陈蓉 & 林毅 2016，第73、74頁.
17. 1 2  陈蓉 & 林毅 2016，第75頁.
18. ↑  陈蓉 & 林毅 2016，第80頁.
19. ↑  陈蓉 & 林毅 2016，第81頁.
20. ↑  陈蓉 & 林毅 2016，第85頁.
21. ↑  陈蓉 & 林毅 2016，第102頁.
22. 1 2 3 4 5 6  . 新浪娱乐. 2011-10-24  [2022-02-27]. （原始内容存档于2022-02-27）.
23. ↑  陈蓉 & 林毅 2016，第120頁.
24. ↑  陈蓉 & 林毅 2016，第120、121、124頁.
25. ↑  陈蓉 & 林毅 2016，第272、276頁.
26. ↑  陈蓉 & 林毅 2016，第142頁.
27. 1 2  陈蓉 & 林毅 2016，第287、288頁.
28. ↑  . 东方网-劳动报. 2006-03-30  [2022-02-13]. （原始内容存档于2022-02-13）.
29. 1 2  陈蓉 & 林毅 2016，第285頁.
30. ↑  陈蓉 & 林毅 2016，第223頁.
31. 1 2 3 4  . 新浪娱乐. 2007-06-26  [2022-02-27]. （原始内容存档于2022-02-27）.
32. 1 2 3 4 5  . 新民晚报. 2015-06-15  [2022-02-13]. （原始内容存档于2022-02-13）.
33. 1 2  . 新闻午报. 2007-12-14  [2022-02-27]. （原始内容存档于2022-02-27）.
34. 1 2  . 新浪娱乐. 2009-08-13  [2022-02-27]. （原始内容存档于2022-02-27）.
35. 1 2  . 新浪娱乐. 2010-02-06  [2022-02-27]. （原始内容存档于2022-02-27）.
36. 1 2  . 新浪娱乐. 2010-07-14  [2022-02-27]. （原始内容存档于2022-02-27）.
37. ↑  . 新浪娱乐. 2011-07-15  [2022-02-27]. （原始内容存档于2022-02-27）.
38. 1 2  刘方纯. . 搜狐娱乐. 2013-04-16  [2022-02-27]. （原始内容存档于2022-02-27）.
39. ↑  陈蓉 & 林毅 2016，第263頁.
40. 1 2  . 新闻晚报. 2013-09-25  [2022-02-27]. （原始内容存档于2022-02-27）.
41. 1 2  俞亮鑫. . 新民晚报. 2014-10-03  [2022-02-27]. （原始内容存档于2022-02-27）.
42. 1 2  千一. . 搜狐娱乐. 2016-03-13  [2022-02-27]. （原始内容存档于2022-02-27）.
43. 1 2  . 中国新闻网. 2016-08-27  [2022-02-27]. （原始内容存档于2022-02-27）.
44. 1 2  黄小河. . 澎湃新闻. 2019-06-19  [2022-02-27]. （原始内容存档于2022-02-27）.
45. 1 2  陈利云. . 人民网-新闻战线. 2019-08-22  [2022-02-27]. （原始内容存档于2022-02-27）.
46. ↑  . 文汇报. 2021-03-02  [2022-02-27]. （原始内容存档于2022-02-27）.
47. ↑  . 界面. 2020-01-25  [2022-02-27]. （原始内容存档于2022-02-27）.
48. ↑  黄小河. . 澎湃新闻. 2020-05-03  [2022-02-27]. （原始内容存档于2022-02-27）.
49. ↑  传媒内参-主编温静. . 流媒体网. 2021-03-23  [2022-02-28]. （原始内容存档于2022-02-28）.
50. ↑  干琛艳. . 新闻午报. 2006-08-02  [2022-02-27]. （原始内容存档于2022-02-27）.
51. ↑  邱俪华. . 新闻晨报. 2008-05-28  [2022-02-27]. （原始内容存档于2022-02-27）.
52. ↑  陈蓉 & 林毅 2016，第319頁.
53. ↑  陈蓉 & 林毅 2016，第106頁.
54. ↑  陈蓉 & 林毅 2016，第272頁.
55. ↑  陈蓉 & 林毅 2016，第281頁.
56. ↑  陈蓉 & 林毅 2016，第295-296頁.
57. ↑  陈蓉 & 林毅 2016，第296頁.
58. ↑  . 腾讯娱乐. 2012-02-08  [2022-02-27]. （原始内容存档于2022-02-28）.
59. ↑  陈蓉 & 林毅 2016，第303頁.
60. ↑  陈蓉 & 林毅 2016，第286頁.
61. ↑  . 四川在线-华西都市报. 2007-06-14  [2022-02-28]. （原始内容存档于2022-02-28）.
62. ↑  . 腾讯娱乐. 2010-06-07  [2022-02-28]. （原始内容存档于2022-02-28）.
63. ↑  . 上海广播电视台.   [2022-02-28].
64. ↑  . 新浪娱乐. 2012-07-04  [2022-02-28]. （原始内容存档于2021-08-18）.
65. ↑  陈蓉 & 林毅 2016，第289頁.
66. ↑  . 凤凰财经WEMONEY. 2016-12-27  [2022-02-28]. （原始内容存档于2022-02-28）.
67. ↑  .   [2021-05-14]. （原始内容存档于2021-05-01）.
68. ↑  . 联合早报.